# Tulis (plaats)
Tulis is een bestuurslaag in het regentschap Batang van de provincie Midden-Java, Indonesië. Tulis telt 4619 inwoners (volkstelling 2010).